# Nanouschka Myrberg Burström
Nanouschka Myrberg Burström, född 7 februari 1969, är en svensk arkeolog.
Myrberg Burström blev filosofie magister med arkeologi som huvudämne 1997. Hon disputerade 2008 för filosofie doktorsexamen på avhandlingen Ett eget värde? Gotlands tidigaste myntning, ca 1140–1220. 
Myrberg Burström har varit anställd på Kungliga Myntkabinettet i Stockholm som utställningsassistent, amanuens och antikvarie samt arbetat på Riksantikvarieämbetet med Bebyggelseregistret och som utredare. Hon är universitetslektor och docent vid Stockholms universitet samt författare av facklitteratur inom arkeologi och numismatik.  Hon är medförfattare till boken Divina Montena (2018); artiklar av henne har publicerats i olika arkeologiska tidskrifter. Hon har även skrivit kapitlet "Things of quality" i boken Own and be owned (2015).
Hon bor i Stockholm och är gift med arkeologen Mats Burström.